# Linia Swjatoszynśko-Browarśka
Linia Swjatoszynśko-Browarśka (ukr. Святошинсько-Броварська лінія) – pierwsza linia metra w Kijowie, którego historia sięga 1960 roku. Zawiera niektóre bardziej historycznie znaczące stacje, takie jak Arsenalna, które znajduje się na głębokości 105,5 m i jest najgłębszą stacją na świecie i obok stacja Dnipro, na której rozpoczyna się tunel metra, a sama stacja znajduje się na poziomie gruntu.
Wszystkie stacje na wschodnim brzegu rzeki Dniepr są albo na ziemi lub nad ziemią. Pięć stacji posiada niezwykle oryginalną architekturę i dekoracje.
Linia Swjatoszynśko-Browarśka przechodzi przez Kijów na osi wschód-zachód i obecnie obejmuje 18 stacji. Na ogół oznaczona jest w kolorze czerwonym na mapach.